# Tata Nano

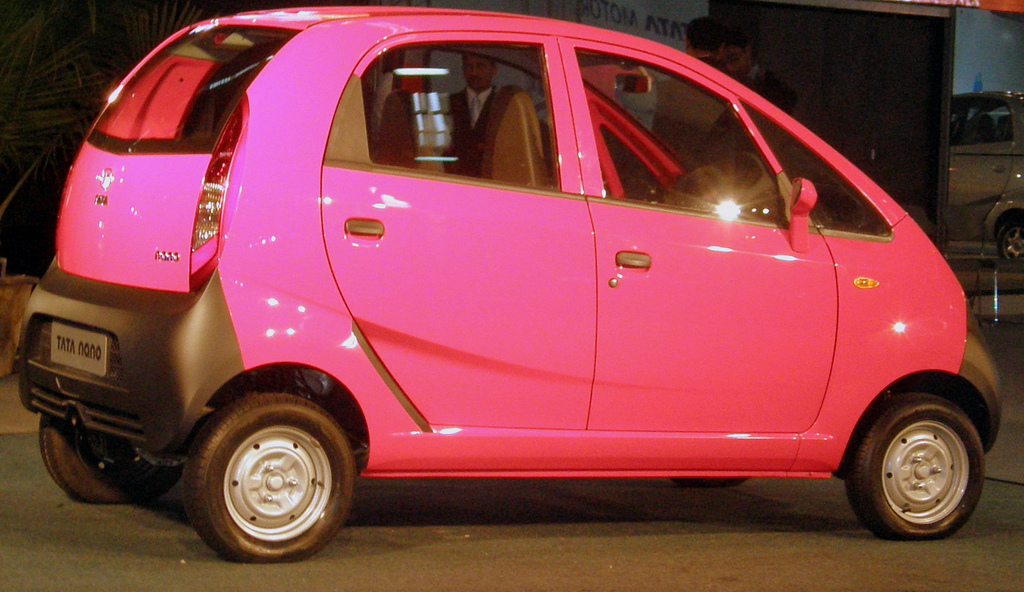
El Nano fue presentado en una amplia variedad de colores.

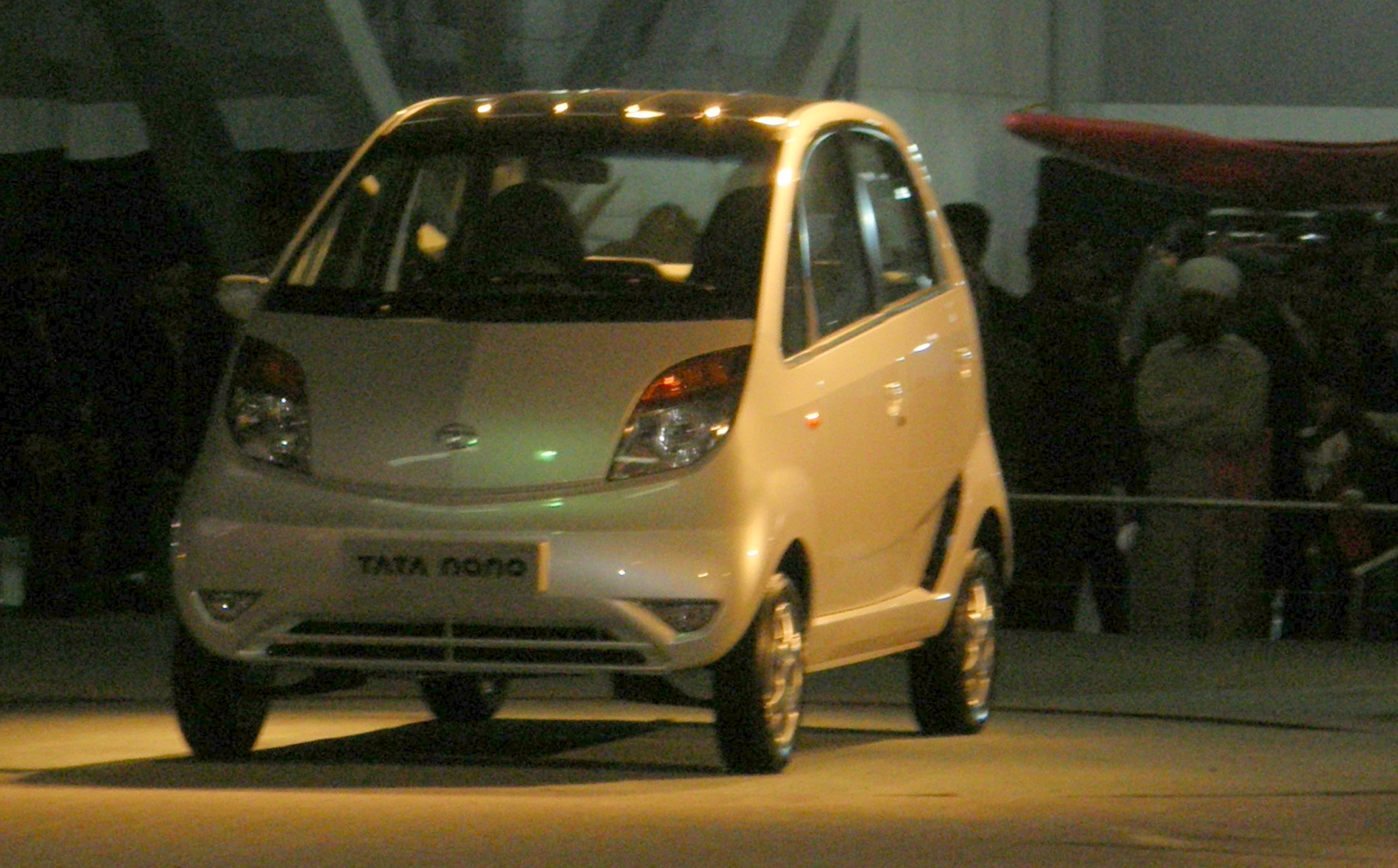
Frontal del Nano.

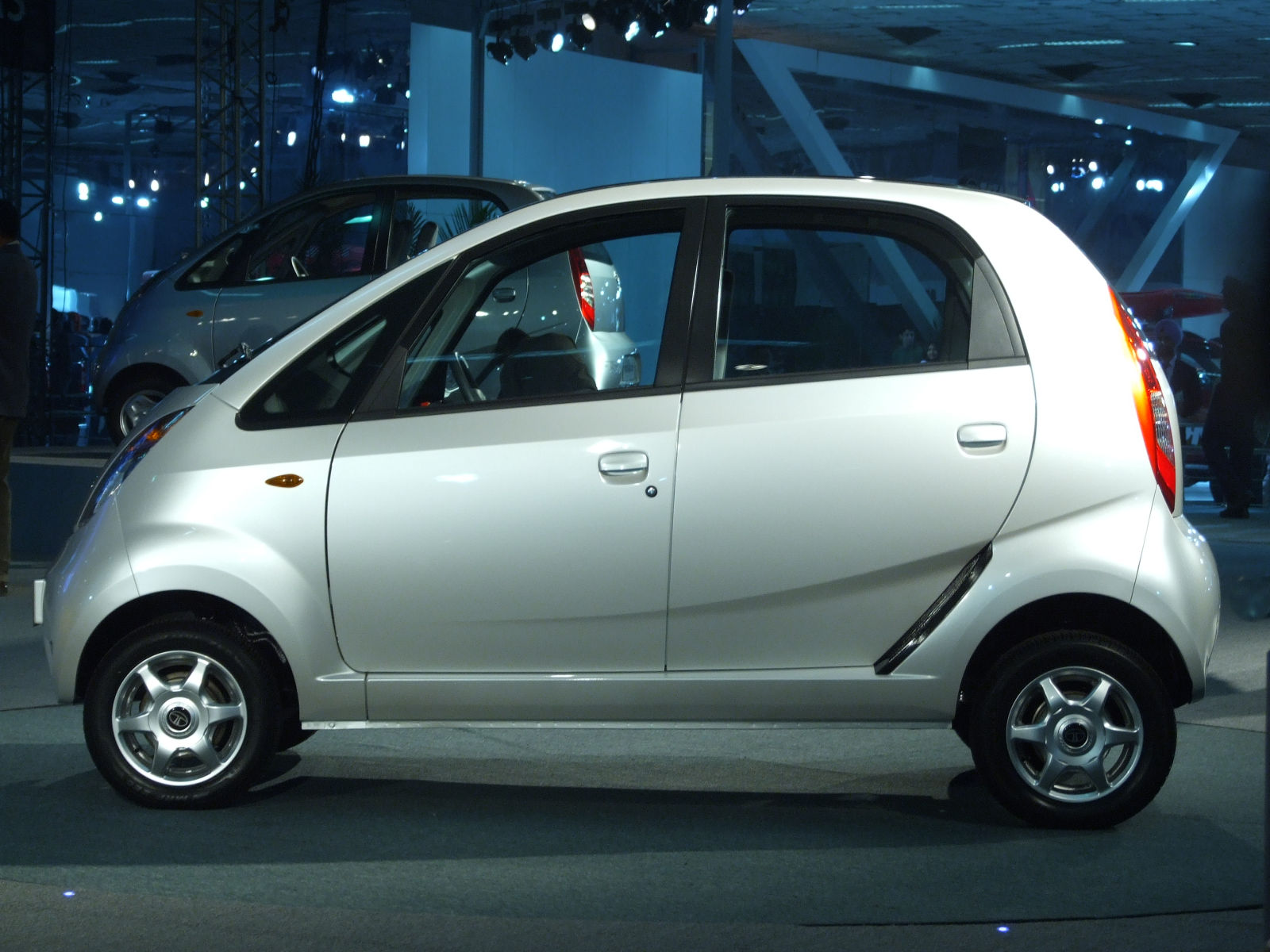
Vista lateral del Nano, en su versión más equipada.

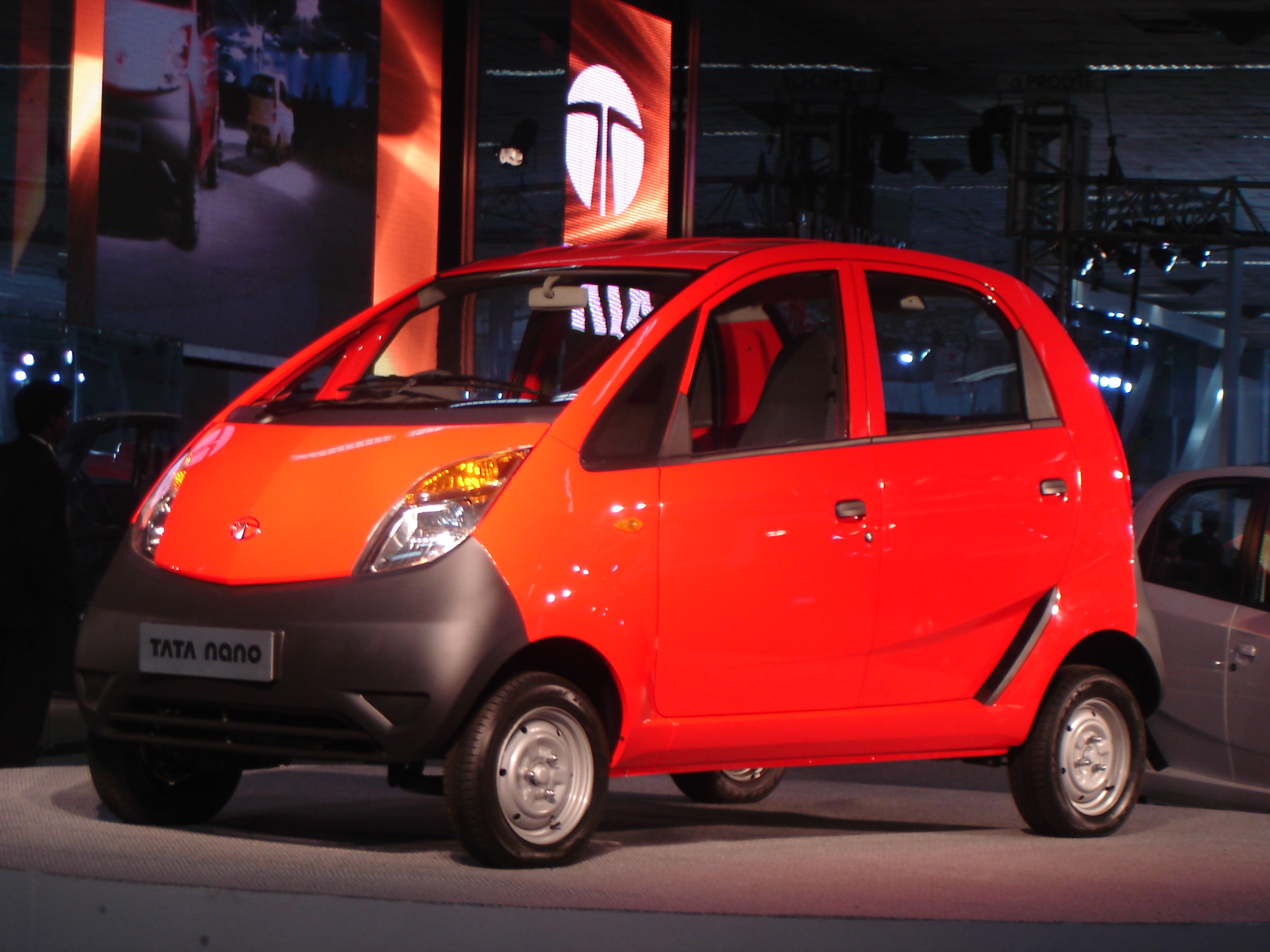
Versión estándar del Nano.

El Tata Nano es un automóvil de bajo costo del segmento A desarrollado por el fabricante indio Tata Motors. Fue presentado oficialmente en el Salón del Automóvil de Nueva Delhi de 2008 y fue puesto a la venta a mediados de 2009. Se ofrecía con carrocería Hatchback de 4 puertas, igualmente se consideró una versión con carrocería sedán de 4 puertas, sin embargo no llegó a concretarse la comercialización de dicha versión.
En la India, el precio de venta sin impuestos del Nano con el nivel de equipamiento básico inicialmente fue de aproximadamente 100.000 rupias indias (unos US$ 2.000 o 1.500 €). Como "cien mil" se traduce al idioma hindi como "lakh", este automóvil ha sido llamado por los medios de comunicación como "el automóvil del lakh" ("the 1-lakh car" en inglés). Las versiones más equipadas tienen elementos de confort como aire acondicionado y elevalunas eléctricos.
El Nano es un cuatro plazas con carrocería de cinco puertas, motor trasero y tracción trasera. En la India, el motor es un gasolina de dos cilindros y 624 cc de cilindrada, con inyección de combustible multipunto y una potencia máxima de 33 CV. Cumple la norma de emisiones Euro IV y Bharat Stage-III, y tiene un consumo de combustible de aproximadamente 4,5 L/100 km (22,2 km/L) en ciudad y de 4,0 L/100 km (25 km/L) en carretera. Mientras tanto, el Nano del mercado europeo, que al final fue cancelado, iba a ser un gasolina de tres cilindros y 1.0 litros de cilindrada, cuyo consumo promedio de combustible era de 4,2 L/100 km (23,8 km/L).
Según un artículo de Le Monde, el Nano posee una caja de cambios basada en un diseño de Leonardo da Vinci.
El nombre Nano viene impuesto, según Ratan Tata, por el tamaño del automóvil y por la tecnología usada para su desarrollo y fabricación. Nano procede de la raíz griega nanos, que significa minúsculo; como en nanómetro. Nano también significa en guyaratí pequeño, el idioma natal de la familia Tata.

## Historia
El proyecto para crear un automóvil de 1 lakh de rupias empezó en 2003, bajo el mandato de Tata Motors y su dueño, Ratan Tata. La estrategia bajo el proyecto era proveer a la población india, saturada de vehículos de dos ruedas, de un automóvil; basándose en el éxito de la marca por la producción de la camioneta Ace en mayo de 2005.
Los industriales estaban convencidos de que un automóvil fiable no se podía fabricar a tan bajo costo, así que los medios especularon con la posibilidad de que fuera un rickshaw de cuatro ruedas. Tanto Times of India como Ratan Tata lo negaron. El rotativo escribió que es un automóvil correctamente diseñado; el presidente de la empresa dijo: "No es un coche con cortinillas de plástico o sin techo, es un coche de verdad".
Durante el desarrollo, la compañía reinventó y minimizó el proceso de manufactura, se hizo un diseño innovador, y se pidió a los fabricantes de componentes que buscaran trabajos ya hechos para producir soluciones sencillas y lógicas.
El automóvil fue diseñado en Italia por I.DE.A. Institute, con Ratan Tata dirigiendo y ordenando cambios en el proceso, como reducir el número de limpiaparabrisas de dos a uno.
El interior del Nano es un 21% más grande y un exterior un 8% más pequeño que el de su rival más próximo, el Maruti 800. Se presentará con hasta tres niveles de equipamiento distintos. El más lujoso equipará aire acondicionado, pero no dirección asistida.
A la fecha del 2011 el Tata Nano se considera un fracaso, según Ricardo Mazzeo (un experimentado ingeniero de Antel), para su fabricante debido a problemas de calidad y agravado por explosión espontánea de muchos autos,[cita requerida] en la India. Por otro lado, el ingeniero Federico Defranco ha sugerido a la empresa Tata una versión plegable del Tata Nano que podría tener gran impacto en el mercado de América Latina. El modelo europeo fue cancelado en favor del Tata Pixel.

## Motor
El uso de un motor trasero para maximizar el espacio interior hace del Nano un automóvil similar a los clásicos Fiat 500 (1957-1982), Al Fiat 600 (1955-1969),Volkswagen Split-Beetle,Escarabajo,(1936-1978),al Isetta de BMW(1952-1963), y al Fiat 133,(1976-1980),"automóviles del pueblo" muy innovadores en el apartado técnico. Un prototipo de automóvil muy similar en diseño al Nano, también con motor trasero, fue presentado por la empresa británica Rover Group en los años 1990 para suceder al Mini original, pero no fue llevado a la cadena de montaje. El ahora inexistente Rover Group basó más tarde su City Rover en el Tata Indica, mientras que el nuevo Mini que lanzó BMW se hizo más grande, lujoso y conservador técnicamente.

## Características (modelo Indio)

### Bajísimo precio
El factor que más llama la atención sobre este modelo es su costo, extremadamente bajo. Esto se debe a que:
- No existen elementos de confort, dirección asistida, espejos eléctricos abatibles, aire acondicionado solo algunas versiones, radio o elevalunas eléctricos.
- La versión del mercado indio carecerá de sistemas de seguridad como antibloqueo de frenos o airbags
- Presencia de una gran cantidad de plástico en lugar de planchas de metal.
- Uniones de chasis remachadas en lugar de soldadas.
- Bajo precio de la mano de obra en India.

### Motor y transmisión
- Dos cilindros en línea, monoinyector multipunto Bosch de 623 cc.
- Dos válvulas por cilindro, con un árbol de levas en cabeza.
- Árbol de equilibrado.
- Compresión de 9,77 a 1.
- Diámetro por carrera del pistón: 73,5 x 73,5 mm.
- Potencia: 33cv  a 5500 rpm.
- Par motor: 48N·m  a 2500 rpm.
- Tracción trasera.
- Caja de cambios de 4 velocidades y 4ª doble, con mayor desmultiplicación.
- Dirección por piñón y cremallera mecánica.

### Prestaciones
- Aceleración de 0 a 70 km/h:12 s.
- Velocidad máxima: 110 km/h.
- Consumo de combustible en ciclo combinado (Ciudad y carretera): 4,5 l/100 km.
- Consumo de combustible en ciclo extraurbano: 4,00 l/100 km.

### Chasis
- Frenos delanteros de tambor.
- Frenos traseros de tambor.
- Suspensión delantera MacPherson.
- Suspensión trasera de muelle.

### Dimensiones
- Largo: 3100 mm.
- Ancho: 1500 mm.
- Alto: 1600 mm.
- Batalla: 2230 mm.
- Peso: 580 kg.
- Vía delantera: 1325 mm.
- Vía trasera: 1315 mm.
- Llantas: 12 pulgadas
- Altura libre al suelo: 180 mm.
- Maletero: 150 litros
- Depósito de combustible: 30 litros

### Seguridad
- Cinturones de seguridad delanteros.
- Luces antiniebla delanteras opcionales.
- Reposacabezas delanteros.